# Љубавни је цео свет
„Љубавни је цео свет” је југословенски ТВ филм из 1967. године. Режирао га је Небојша Комадина а сценарио је написао Александар Поповић.

## Улоге
| Глумац            | Улога     |
| ----------------- | --------- |
| Неда Спасојевић   | Славка    |
| Татјана Лукјанова | Газдарица |
| Драган Николић    | Младен    |
| Зоран Стојиљковић | Илија     |